# أ. إم. روزنتال
أ. إم. روزنتال (بالإنجليزية: A. M. Rosenthal)‏ هو صحفي وكاتب العمود أمريكي، ولد في 2 مايو 1922 في سو ساينت ماري في كندا، وتوفي في 10 مايو 2006 في نيويورك في الولايات المتحدة بسبب سكتة.

## وصلات خارجية
- أ. إم. روزنتال على موقع إن إن دي بي (الإنجليزية)